# Zhang Pengfei
Zhang Pengfei (chinesisch 张鹏飞, Pinyin Zhāng Péngfēi; * 9. Mai 1998) ist ein chinesischer Eishockeyspieler, der seit 2024 bei den Beijing Lions in der IJ League unter Vertrag steht, für den Klub aber auch in der chinesischen Eishockeyliga zum Einsatz kommt.

## Karriere
Zhang Pengfei begann seine Karriere als Eishockeyspieler bei Beijing Ice Hockey, wo er bereits als 15-Jähriger in der chinesischen Liga debütierte. 2014 wechselte er zum Team aus Chengde. Seit 2017 spielte er im System von Kunlun Red Star. Nachdem er zunächst im Juniorenteam in der Molodjoschnaja Chokkeinaja Liga und dann in der zweiten Mannschaft in der Wysschaja Hockey-Liga gespielt hatte, wurde er seit 2021 in der Kontinentalen Hockey Liga eingesetzt. Seit 2024 steht er bei den Beijing Lions in der IJ League unter Vertrag, kommt aber auch in der chinesische Liga zum Einsatz.

### International
Für China nahm Zhang Pengfei im Juniorenbereich an der U18-Weltmeisterschaft der Division II 2014 sowie den U20-Weltmeisterschaften der Division II 2014 und der Division III 2015 und 2017 teil. Zudem vertrat er seine Farben bei der Winter-Universiade 2017 im kasachischen Almaty.
Mit der Herren-Nationalmannschaft spielte der Verteidiger erstmals bei der Weltmeisterschaft 2017, als der Aufstieg von der B- in die A-Gruppe der Division II gelang. Auch Weltmeisterschaft 2018, als er zum besten Spieler seiner Mannschaft gewählt wurde, und Weltmeisterschaft 2019 spielte er in der División II. Bei den Weltmeisterschaften 2023 und 2024 gehörte er zum chinesischen Kader in der Division I. Zudem nahm er auch an den Olympischen Winterspielen 2022 in Peking, für die die Chinesen als Gastgeber qualifiziert waren, an der Eishockey-Asienmeisterschaft der Herren 2024, an den Winter-Asienspielen 2025 und der Qualifikation zu den Olympischen Winterspielen 2026 in Mailand teil.

## Erfolge und Auszeichnungen
- 2015 Aufstieg in die Division II, Gruppe B, bei der U20-Weltmeisterschaft der Division III
- 2017 Aufstieg in die Division II, Gruppe A, bei der Weltmeisterschaft der Division II, Gruppe B